# Penelope Lively
Penelope Lively (El Cairo, Egipto, 17 de marzo de 1933) es una novelista británica.

## Biografía
Lively nació en El Cairo en 1933 y pasó su infancia en Egipto, antes de ser enviada a estudiar a Inglaterra cuando tenía doce años. Estudio Historia Moderna en el St Anne's College, Oxford. En 1957, se casó con Jack Lively y se mudó a vivir con él a Swansea y Oxford. Jack murió en 1998. Actualmente, Penelope vive al norte de Londres.
Lively saltó a la fama primeramente por sus libros para niños. Su primer libro, Astercote, fue publicado en 1970. Desde entonces, ha publicado más libros infantiles, incluyendo The Ghost of Thomas Kempe (1973), por el cual recibió la Carnegie Medal, y A Stitch in Time 1976), con el que ganó el Whitbread Award al mejor libro infantil.
Su primera novela para adultos, The Road to Lichfield, fue publicado en 1977 y fue nominado para el Premio Booker. En 1984, recibió otra nominación, esta vez por According to Mark. En 1985, ganó el premio finalmente con la novela Moon Tiger. Esta, al igual que muchas de las novelas de Lively, se enfoca en el poder de la memoria, la relación entre el pasado y el presente y las diferencias entre las historias "oficiales" y las personales. Estos temas son explorados más explícitamente en sus obras de no ficción como A House Unlocked (2001) y Jacaranda: A Childhood Perceived (1994).
Además de escribir novelas y cuentos, Lively también ha escrito varios guiones para televisión y radio. También fue presentadora de un programa radial y ha contribuido a diferentes revistas y periódicos. Es miembro de la Royal Society of Literature. En 1989, fue nombrada Oficial de la Orden del Imperio Británico, en 2001 fue promovida a Comendadora y en 2012 a Dama Comendadora.

## Obras

### Libros infantiles
- In Search of a Homeland; The Story of The Aeneid (2001)
- One, Two, Three...Jump! (1998)
- Lost Dog (1996)
- A Martian Comes to Stay (1995)
- Staying with Grandpa (1995)
- Two Bears and Joe (1995)
- Good Night, Sleep Tight (1995)
- The Cat, the Crow and the Banyan Tree (1994)
- Judy and the Martian (1993)
- Princess by Mistake (1993)
- A House Inside Out (1987)
- Debbie and the Little Devil (1987)
- Dragon Trouble (1984)
- Uninvited Ghosts and other stories (1984)
- The Revenge of Samuel Stokes (1981)
- Fanny and the Battle of Potter's Piece (1980)
- Fanny and the Monsters (1978)
- The Voyage of QV66 (1978)
- Fanny's Sister (1976)
- The Stained Glass Window (1976)
- A Stitch in Time (1976)
- Boy Without a Name (1975)
- Going Back (1975)
- The House in Norham Gardens (1974)
- The Ghost of Thomas Kempe (1973)
- The Driftway (1972)
- The Whispering Knights (1971)
- Astercote (1970)

### Libros para adultos
- How It All Began (2011)
- Family Album (2009)
- Consequences (2007)
- Making it up (2005)
- The Photograph (2003)
- Spiderweb (1998)
- Heat Wave (1996)
- Cleopatra's Sister (1993)
- City of the Mind (1991)
- Passing On (1989)
- Moon Tiger (1987)
- Pack of Cards, Stories (1986)
- According to Mark (1984)
- Corruption, and other stories (1984)
- Perfect Happiness (1983)
- Next to Nature, Art (1982)
- Judgement Day (1980)
- Treasures of Time (1979)
- Nothing Missing but the Samovar, and other stories (1978)
- The Road to Lichfield (1977)

### No ficción
- Ammonites and Leaping Fish (2013)
- A House Unlocked (2001)
- Oleander, Jacaranda: a Childhood Perceived (1994)
- The Presence of the Past: An introduction to landscape history (1976)